# Karma (альбом Ника Д’Вирджилио)
Karma — дебютный сольный альбом американского музыканта Ника Д’Вирджилио, выпущенный в сентябре 2001 года.

## Список композиций
Автор всех композиций Ник Д’Вирджилио, если не указано иное.
| №                   | Название                           | Автор(ы)                    | Длительность |
| ------------------- | ---------------------------------- | --------------------------- | ------------ |
| 1.                  | «The River Is Wide»                |                             | 7:12         |
| 2.                  | «Dream in Red»                     |                             | 4:35         |
| 3.                  | «Forgiven»                         |                             | 3:09         |
| 4.                  | «Karma»                            |                             | 3:12         |
| 5.                  | «The Game»                         | Д’Вирджилио, Кевин Гильберт | 4:04         |
| 6.                  | «The Waters Edge»                  | Д’Вирджилио, Уилл Секстон   | 6:32         |
| 7.                  | «Come What May»                    | Дэвид Бэрвальд, Д’Вирджилио | 5:11         |
| 8.                  | «Без названия»                     |                             | 3:26         |
| 9.                  | «Will It Be Me»                    |                             | 4:16         |
| 10.                 | «Anything»                         |                             | 3:55         |
| 11.                 | «Paying the Price: Dysfunction»    |                             | 4:28         |
| 12.                 | «Paying the Price: Paid the Price» |                             | 5:45         |
| 13.                 | «Paying the Price: Unknowing»      |                             | 8:35         |
| Общая длительность: | Общая длительность:                | Общая длительность:         | 64:20        |

## Участники записи
Музыканты
- Ник Д’Вирджилио — вокал, электрогитара, акустическая гитара, бас-гитара, клавишные, ударные, перкуссия, музыкальное программирование
- Кевин Гильберт — гитара, фортепиано
- Дейв Карпентер — бас-гитара
- Майк Кенели — гитара, фортепиано
- Алан Морс — гитара, виолончель
- Рио Окумото — фортепиано

Оформление
- Томас Эверхард — дизайн
- Джанет Балмер — фотографии